# Сеженан
Сеженан (араб. سجنان) — місто в Тунісі. Входить до складу вілаєту Бізерта. Станом на 2004 рік тут проживало 4 737 осіб.